# Brasilândia
Brasilândia est une municipalité brésilienne de l'État de Mato Grosso do Sul et la Microrégion de Três Lagoas.